# Jarek Izu-Ogasavara
Jarek Izu Ogasawara (伊豆・小笠原海溝, Izu–Ogasawara Kaikō) , znan tudi kot jarek Izu–Bonin, je oceanski jarek v zahodnem Tihem oceanu, sestavljen iz jarka Izu (na severu) in Boninovega jarka (na jugu, zahodno od planote Ogasavara).
Jarek se razteza od Japonske do skrajnega severnega dela Marianskega jarka. Jarek Izu-Ogasavara je podaljšek Japonskega jarka. Tu se pacifiška plošča potopi pod filipinsko ploščo, kar ustvarja otočji Izu in Bonin v sistemu otočij Izu–Bonin–Mariana.
Jarek je na najgloblji točki globok 9.780 m. 
Ksenofiofor Occultammina je bil v jarku prvič odkrit na globini 8260 metrov, kar je blizu absolutni globini, ki jo lahko dosežejo ribe.